# Никелен, Исаак ван
Исаа́к Янс ван Ни́келен (Исаак Никкелен / нидерл.  / Isaak van Nikkelen / Isaak Jansz. van Nickele; 1632, Харлем /  — 27 декабря 1703, Харлем) — голландский художник-пейзажист второй половины XVII века, мастерски живописавший церковные интерьеры.

## Биография
Североголландский художник Исаак ван Никелен родился в 1632 (или в 1633) году в Харлеме.
В 1660 году ему было присвоено звание мастера гильдии Святого Луки в Харлеме и
его картины с перспективными построениями церковных интерьеров пользовались большим успехом. Его сын и ученик, англ. Ян ван Никелен (Jan van Nickelen, 1655—1721) , был также пейзажистом, предпочитавшим архитектурные мотивы .

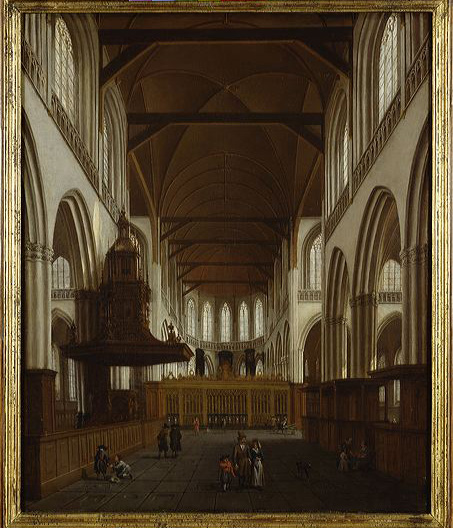
Интерьер Новой церкви (Nieuwe Kerk, Haarlem) в Харлеме.
Дерево, масло. Amsterdam Museum, Амстердам.

Исаак ван Никелен дожил до глубокой старости, но в конце жизни (1698),  был признан банкротом. Живописец скончался в самом гонце 1703 года и 27 декабря 1703 был погребён в Харлеме.